# NGC 7160
NGC 7160 је расејано звездано јато у сазвежђу Цефеј које се налази на NGC листи објеката дубоког неба.
Деклинација објекта је + 62° 36' 12" а ректасцензија 21h 53m 40,2s. Привидна величина (магнитуда) објекта NGC 7160 износи 6,1. NGC 7160 је још познат и под ознакама OCL 236.